# Volkov (cràter)
Volkov és un cràter d'impacte localitzat a la cara oculta de la Lluna. Es troba a nord del prominent cràter Tsiolkovskiy, i a l'est-sud-est de Dobrovol'skiy. Superposat a la vora sud-oriental de Volkov es troba el cràter satèl·lit Volkov J. Els dos s'han combinat per formar una figura amb forma de vuit. El cràter Lander està unit a la vora sud-oest de Volkov J, convertint la formació en un triple cràter.

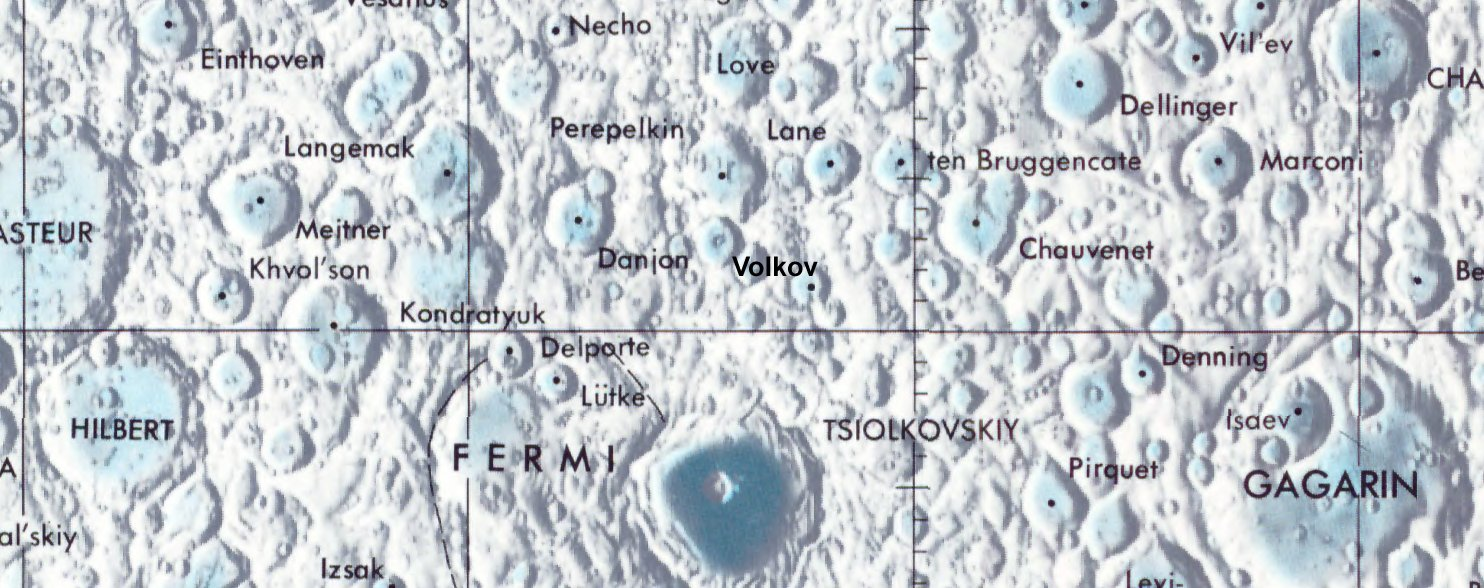
Localització de Volkov (centre de la imatge)
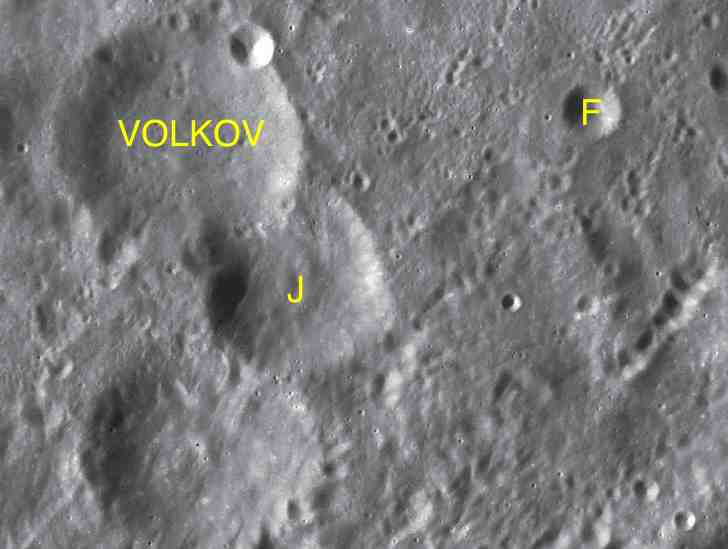
Cràters satèl·lit

La vora exterior de Volkov està moderadament erosionat, amb un petit cràter travessant el sector nord-est de la vora i un buit al sud-est on s'uneix a Volkov J. Les parets interiors no tenen relativament de trets significatius, amb uns diminuts cràters que marquen la superfície. El sòl interior del cràter és rugós, amb pujols baixos i uns petits cràters.
El seu nom es deu al cosmonauta rus-soviètic Vladislav Vólkov, qui va morir en la missió Soiuz 11 el 30 de juny de 1971 durant el retorn del vehicle a la Terra.

## Cràters satèl·lit
Per convenció aquests elements són identificats en els mapes lunars posant la lletra en el costat del punt central del cràter que està més proper a Volkov.
| Volkov | Coordenades                            | Diàmetre |
| ------ | -------------------------------------- | -------- |
| F      | 13° 30′ S, 134° 00′ E / 13.5°S,134.0°E | 10 km    |
| J      | 14° 24′ S, 132° 24′ E / 14.4°S,132.4°E | 32 km    |